# کربن دی‌سولفید

## ساختار
کربن دی‌سولفید(به انگلیسی: Carbon disulfide) یک ترکیب معدنی با فرمول CS2. ترکیب مشابه آن کربونیل سولفید نام دارد.
دی سولفید کربن دارای یک اتم کربن و دو اتم گوگرد در کناره های آن است. پیوندهای بین اتم کربن و اتم های گوگرد کووالانسی و دوتایی هستند ، بنابراین بسیار قوی هستند. مولکول CS2 این یک ساختار خطی و متقارن است.
نامگذاری
1)دی سولفید کربن
2)بی سولفید کربن
3)انیدرید دیتیوکربن

## خصوصیات

### حالت فیزیکی
مایع بی رنگ تا مایل به زرد

#### وزن مولکولی
76.15 گرم در مول

#### نقطه ذوب یا جامد شدن
منفی 10.8 درجه سانتی گراد

#### نقطه جوش
46.0 درجه سانتیگراد

#### فلش پوینت
(روش جام بسته).
منفی سی درجه سانتیگراد

#### دمای احتراق خودکار
90 درجه سانتیگراد

#### تراکم
مایع = 1.26 گرم در سانتی متر3 در دمای 20 درجه سانتیگراد
بخار = 2.67 برابر هوا.
بخارات آن بیش از دو برابر هوا سنگین تر و مایع از آب سنگین تر است.

#### فشار بخار
279 میلی متر جیوه در 25 درجه سانتیگراد
این یک فشار بخار بالا است

## خواص شیمیایی
CS2 در دمای اتاق به راحتی تبخیر می شود زیرا نقطه جوش آن بسیار کم و فشار بخار آن بسیار زیاد است.
دی سولفید کربن بسیار اشتعال پذیر است. بخارات آن حتی با حرارت یک لامپ برقی به راحتی مشتعل می شوند. این بدان معنی است که بسیار سریع با اکسیژن واکنش نشان می دهد:
CS2 + 3 درجه2 → شرکت2 + 2 بنابراین2
این واقعیت که در دمای اتاق فشار بخار بالایی دارد ، قرار گرفتن در مجاورت شعله را خطرناک می کند.
هنگامی که گرم می شود تا تجزیه شود ، می تواند به راحتی منفجر شود و گازهای سمی اکسید گوگرد منتشر می کند. بالای 90 درجه سانتیگراد خود به خود شعله ور می شود.
در صورت نگهداری طولانی مدت تجزیه می شود. به مس و آلیاژهای آن حمله می کند. همچنین با برخی پلاستیک ها ، لاستیک ها و پوشش ها واکنش نشان می دهد.
تحت شرایط خاص با آب واکنش می دهد ، تشکیل کربنیل سولفید OCS ، دی اکسید کربن CO2 و دی سولفید هیدروژن H2S:
CS2 + H2O → OCS + H2S
CS2 + 2 ساعت2O → CO2 + 2 ساعت2S
با الکلها (ROH) در محیط قلیایی ، گزانتاتها (RO-CS-SNa) تشکیل می شود:
CS2 + ROH + NaOH → H2O + RO - C (= S) –SNa

## بدست آوردن
دی سولفید کربن به صورت تجاری توسط واکنش گوگرد با کربن تهیه می شود. این فرآیند در دمای 750-900 درجه سانتیگراد انجام می شود.
C + 2 S → CS2
به جای زغال سنگ ، از متان یا گاز طبیعی نیز می توان استفاده کرد و حتی از اتان ، پروپان و پروپیلن نیز استفاده شده است که در این حالت واکنش در دمای 400-700 درجه سانتیگراد با عملکرد بالا اتفاق می افتد.
همچنین می توان با واکنش گاز طبیعی با سولفید هیدروژن H تهیه کرد2S در دمای بسیار بالا.

## حضور در طبیعت
CS2 این یک محصول طبیعی است که در جو بسیار کمی (آثار) موجود است. به صورت فتوشیمیایی در آبهای سطحی تولید می شود.
عمل نور خورشید بر روی برخی ترکیبات موجود در آب دریا مانند سیستئین (یک اسید آمینه) منجر به تشکیل دی سولفید کربن می شود.
همچنین در طول فوران های آتشفشانی به طور طبیعی آزاد می شود و به مقدار کمی از باتلاق ها یافت می شود.
به طور معمول در نسبت بسیار کمی در معرض تنفس قرار می گیریم و در بعضی از غذاها وجود دارد. همچنین در دود سیگار یافت می شود.
در محیط با تابش نور خورشید تجزیه می شود. روی زمین از طریق آن حرکت می کند. برخی از میکروارگانیسم های موجود در خاک آن را تجزیه می کنند.

## برنامه های کاربردی در صنایع شیمیایی
دی سولفید کربن یک ترکیب شیمیایی مهم است زیرا از آن برای تهیه سایر مواد شیمیایی استفاده می شود. این می تواند به عنوان یک ماده واسطه شیمیایی عمل کند.
همچنین از آن به عنوان حلال فرآیندی ، به عنوان مثال برای حل فسفر ، گوگرد ، سلنیوم ، برم ، ید ، چربی ها ، رزین ها ، موم ها ، لاک ها و لثه ها استفاده می شود.

### در تولید ابریشم مصنوعی و سلفون
با CS2 گزانتات هایی تهیه می شوند که ترکیباتی هستند که در ساخت ریون و سلفون استفاده می شوند.
برای بدست آوردن ابریشم مصنوعی یا ابریشم مصنوعی ، از سلولزی استفاده می شود که با CS قلیایی و دی سولفید کربن تیمار می شود2 و به گزانتات سلولزی تبدیل می شود ، محلول در قلیایی است. این محلول چسبناک است و بنابراین "ویسکوز" نامیده می شود.
ویسکوز از طریق سوراخهای بسیار کوچک در یک حمام اسیدی منتقل می شود. در اینجا گزانت سلولز به سلولزی تبدیل می شود که نامحلول است و رشته های براق و بلندی تشکیل می شود.
نخ ها یا رشته ها را می توان به ماده ای که به آن ریون معروف است ریساند.
(1) سلولز + NaOH → سلول-قلیایی
ROH + NaOH → RONa
(2) قلیایی سلولز + دی سولفید کربن ant سلولز گزانتات
RONa + S = C = S → RO - C (= S) –SNa
(3) سلولز گزانتات + اسید ell سلولز (رشته ها)
RO - C (= S) –SNa + Acid → ROH
اگر سلولز با عبور گزانتات از یک شکاف باریک رسوب کند ، سلولز به شکل ورقه های نازکی که سلفون را تشکیل می دهند ، تولید می شود. این با گلیسرول نرم شده و به عنوان یک فیلم محافظ برای اشیا استفاده می شود.

### در تولید تتراکلرید کربن
دی سولفید کربن با کلر Cl واکنش می دهد2 برای دادن تتراکلرید کربن CCl4، که یک حلال مهم غیر قابل احتراق است.
CS2 + 3 کلرید2 → CCl4 + S2Cl2

### در برنامه های مختلف
دی سولفید کربن در آتشفشانی لاستیک های سرد شرکت می کند ، به عنوان واسطه ای در تولید سموم دفع آفات نقش دارد ، برای تولید کاتالیزورها در صنعت نفت و تولید کاغذ استفاده می شود.
Xanthates با CS آماده شده است2 از آنها در شناورسازی مواد معدنی استفاده می شود.

### کاربردهای باستانی
CS2 این یک سم برای موجودات زنده است. قبلاً برای از بین بردن آفاتی مانند موش ، مارموت و مورچه ، ریختن مایع در هر فضای بسته ای که این حیوانات در آن زندگی می کردند (جوراب و مورچه) استفاده می شد.
بخارات سمی متراکم هنگامی که برای این منظور استفاده می شد ، هر موجود زنده ای را که در فضای محدود بود از بین می برد.
همچنین از این ماده به عنوان ضد سرطان برای حیوانات و از بین بردن لارو پروانه از معده اسب استفاده می شد.
در کشاورزی از آن به عنوان حشره کش و نمات کش برای بخور دادن خاک ، برای بخور دادن مهد کودک ها ، انبارهای غذا ، سیلوها و کارخانه های غلات استفاده می شد. اتومبیل های راه آهن ، کشتی ها و بارها نیز پاشیده شدند.
همه این کاربردها به دلیل اشتعال پذیری زیاد و سمیت CS2 ممنوع شد.

## خطرات
CS2 بسیار قابل اشتعال است بسیاری از واکنش های آنها می تواند باعث آتش سوزی یا انفجار شود. مخلوط بخارات آن با هوا منفجره است. در صورت اشتعال ، گازهای تحریک کننده یا سمی تولید می کند.
دی سولفید کربن نباید در فاضلاب ریخته شود ، زیرا مخلوطی از CS در لوله ها باقی مانده است2 و هوایی که اگر به طور تصادفی مشتعل شود می تواند باعث انفجار شود.
بخارات آن در اثر تماس با جرقه ها یا سطوح گرم به طور خود به خود شعله ور می شوند.
دی سولفید کربن چشم ، پوست و غشاهای مخاطی را به شدت تحریک می کند.
در صورت استنشاق یا بلع ، سیستم عصبی مرکزی ، سیستم قلبی عروقی ، چشم ها ، کلیه ها و کبد را تحت تأثیر جدی قرار می دهد. همچنین می تواند از طریق پوست جذب شده و باعث آسیب شود.